# Campo Verde (Granada)
Campo Verde es un barrio de Granada, España, perteneciente al distrito Norte. Está situado en la zona sur del distrito. Limita al norte con el barrio de Cartuja; al este, con el barrio de Casería de Montijo; al sur, con el barrio de Cercado Bajo de Cartuja; y al oeste, con el barrio de San Francisco Javier.
Entre 1967 y 1986 la Cooperativa de Vivienda Padre Manjón edifica en torno a 2000 viviendas en bloques de pisos sobre una antigua finca con grandes huertos para el cultivo. El barrio toma su nombre de dicha finca señorial tan extensa, ahora inexistente, de la que solo ha pervivido, hasta hace poco, una palmera que se sitúa frente a la entrada de la Delegación de la DGT de Granada.

## Lugares de interés
- Magic Wall
- Parroquia del Buen Pastor. Se encuentra Gutiérrez Tibón, s/n. Nos encontramos ante un templo de arquitectura moderna y austera, lo que lo une a este barrio obrero. Los horarios de misa son a las 19:00 los laborables(de martes a sábado), y los domingos y festivos a las 10:00, 12:00 y 19:00. Exceptuando el verano en que la misa de los laborables pasa a las 20:30 y se suprime la misa de 12:00 en los domingos. Aunque siempre se recomienda consultar los horarios por cualquier cambio extraordinario.